# 石巻 (石巻市)
石巻（いしのまき）は、宮城県石巻市の大字であり、旧牡鹿郡石巻村の一部、旧牡鹿郡石巻町石巻の一部に相当する。郵便番号は986-0000。住居表示未実施で住所では石巻のあとに小字名が続く。

## 地理
石巻は石巻市の中央部、本庁地域の中央部に位置し、北部から東部にかけて旧北上川に面し、南部から西部にかけて数多の町丁と接する。

### 小字
仙台法務局石巻支局の「石巻市登記所備付地図データ」（2024年10月5日時点）およびデジタル庁公表のアドレス・ベース・レジストリの「宮城県町字マスターデータセット」（2024年8月13日時点）および運輸局公表の「東北運輸局宮城運輸支局住所コード表」（2024年11月1日時点）によれば、石巻の小字は以下の通りである。
| 大字 | 小字         | 出典         | 出典         | 出典 |
| 大字 | 小字         | 町字マスター | 運輸局コード | 登記 |
| ---- | ------------ | ------------ | ------------ | ---- |
| 石巻 | 字旭町       | ○            | ○            | ×    |
| 石巻 | 字蛇田頭     | ○            | ○            | ×    |
| 石巻 | 字新内谷地   | ○            | ○            | ×    |
| 石巻 | 字水押       | ○            | ○            | ○    |
| 石巻 | 字袋谷地     | ○            | ○            | ×    |
| 石巻 | 字袋谷地五番 | ○            | ○            | ×    |
| 石巻 | 字袋谷地七番 | ○            | ×            | ×    |
| 石巻 | 字袋谷地南   | ○            | ○            | ×    |
| 石巻 | 字袋谷地八番 | ○            | ×            | ×    |
| 石巻 | 字袋谷地北   | ○            | ○            | ○    |
| 石巻 | 字袋谷地六番 | ○            | ×            | ×    |
| 石巻 | 字中里       | ○            | ○            | ×    |
| 石巻 | 赤土山下     | ×            | ○            | ×    |
| 石巻 | 鋳銭場       | ×            | ○            | ×    |
| 石巻 | 内谷地       | ×            | ○            | ×    |
| 石巻 | 駅前         | ×            | ○            | ×    |
| 石巻 | 新中里       | ×            | ○            | ×    |
| 石巻 | 新東中里     | ×            | ○            | ×    |
| 石巻 | 袋谷地二番   | ×            | ○            | ×    |
| 石巻 | 蛇田浦内     | ×            | ○            | ×    |

#### 明治期の小字
宮城県各村字調書によると明治17、18年頃の石巻村の小字は以下の通りである。
- 本町
- 中町
- 立町
- 横町
- 裏町
- 新田町
- 住吉町
- 蛇田町
- 御殿横丁
- 阿部屋横丁
- 松本横丁
- 寿福寺横丁
- 肴町
- 化物横丁
- 小野寺横丁
- 新丁
- 新町
- 住吉横丁
- 及川横丁
- 袋谷地
- 中瀬
- 八沢
- 裏町浦
- 鰐山
- 立町浦
- 赤土山
- 鋳銭場
- 鋳銭場外
- 蛇田頭
- 蛇田内
- 蛇田外
- 水押
- 西水押
- 内谷地
- 中里
- 袋谷地一番〜八番

#### 住居表示前の小字
1988年石巻市発行の「石巻の歴史」によれば住居表示前の石巻の小字は以下の通りである。
- 本町
- 仲町
- 裏町
- 八ツ沢
- 立町
- 横町
- 新田町
- 鋳銭場
- 北鰐山
- 南鰐山
- 赤土山下
- 駅前
- 旭町
- 住吉町
- 内谷地
- 元倉
- 新内谷地
- 新中里
- 新東中里
- 水押
- 袋谷地
- 袋谷地二番
- 袋谷地北
- 袋谷地南
- 中瀬

## 歴史
史料上の地名の初見は天正17年（1589年）4月29日付の平塚越前守あての葛西晴信香炉印文書にある
とされる。
江戸期、石巻村には石巻町という町場が形成された。石巻町は本町、中町、横町、裏町の四町および村分の新田町から構成されていたが、実態は石巻町と石巻村端郷住吉の住吉町と蛇田村の蛇田町が相接して一つの町場を形成していた。石巻町は仙台藩の行政体系では石巻村の中の町であったが、石巻村の住民のほとんどは石巻町の町屋敷に住んでいた。
以下、石巻町を構成していた四町と石巻村の村分である新田町について解説する。札場が置かれて石巻町の中心地となっていた本町は石巻町のなかでも最初に開かれた町で葛西浪人米谷氏が開いた町であるとされる。本町には札場や藩の米蔵など公的施設が設置されていた。なお、本町は現在の中央一丁目に相当する。本町の次には中町が信濃国出身の松本但馬兼満により開かれた。中町は街区全体が小運河で囲まれており、石巻代官所が置かれた。なお、中町は現在の中央二丁目に相当する。中町の次には裏町が開かれた。裏町の地名の初見は元禄11年（1698年）の書上で石巻町の発展とともに街道沿いの街区として形成されたものとされる。なお、裏町は現在の中央二丁目に相当する。横町は中町から蛇田町、水押土田淵を経て鹿又方面に向かう街道沿いに発達した町で住吉町の補完的な町として発展したと考えられている。なお、横町は現在の千石町に相当する。新田町は石巻村の村域に設置された町で、石巻町設置当初は新田町の地区に街区を設ける計画がなかったことから石巻村の村分となったものの石巻町が当初の町場を越えて発展したため、新田町にも街区が設けられたとされる。
石巻町は西廻り海運の酒田港と並ぶ東廻海運第一の港町として繁栄し、藩経済の中心地となった。
牡鹿郡万御改書上によれば元禄年間の石巻村の村高は242石余、人口は2,377人で安永風土記によると安永期の村高は田代14貫余、畑代12貫余で計26貫余、家数724（うち借家500・御仮屋１）、人口2,969人、馬29、舟は61隻であった。
明治期になると石井閘門の完成に伴う交通の流れの変化により、石巻の繁華の地は横町や蛇田町から立町や穀町へと移った。また、坂下町には牡鹿郡役所や石巻村外三ケ村戸長役場がおかれ、行政の中心地となっていたが、戸長役場は1886年（明治19年）11月25日に石巻村字八ツ沢に新築移転し、郡役所は1887年（明治20年）の大火事で本町一帯が焼け落ちたことで日和山の北麓の門脇村海門寺囲に移転した。
現在では1966年5月および1984年9月の住居表示実施により、かつての大部分が整理・改称された。

### 沿革
※新暦導入以前（明治5年以前）の日付は和暦による旧暦で表記する。丸括弧内は西暦で、1581年以前はユリウス暦、1582年以降はグレゴリオ暦。
- 文化年間前後 - 立町および穀町が成立する[33]。
- 明治元年 - 高崎藩取締地となる[6]。
- 明治2年
  - 7月20日 - 桃生県に所属。
  - 8月13日 - 桃生県が石巻県に改称[6]。石巻村は県庁所在地となる[6]。
- 明治5年
  - 宮城県に所属[6]。
  - 石巻村が第13大区小1区に属する[34]。
- 1874年（明治7年）
  - 蛇田村のうち蛇田町、蛇田頭、蛇田浦内、蛇田浦外が石巻村に編入[35][36]。
  - 石巻村が第7大区小1区に属する[34]。
- 1876年（明治9年） - 石巻村が第5大区小3区に属する[34]。
- 1882年（明治15年）7月 - 石巻村と湊村を結ぶ内海橋が開通[6][37]。
- 1886年（明治19年）11月25日 - 石巻村字八ツ沢に戸長役場が移転[38]。
- 1887年（明治20年）9月28日 - 本町一帯が焼け、牡鹿郡役所などが焼失[25][26][27]。
- 1889年（明治22年） 
  - 石巻村、門脇村、湊村が合併し、石巻町が成立。石巻村は石巻町石巻となる。
  - 2月 - 蛇田村より編入した蛇田町に遊郭を設けるにあたって、蛇田町を旭町と改称する[33]。
- 1933年（昭和8年）5月1日 - 牡鹿郡石巻町が市制を施行[7]。それに伴い、石巻町石巻は石巻市石巻となる。
- 1966年（昭和41年）5月1日 - 域内の一部で住居表示実施。それに伴い、鋳銭場や穀町などの町丁が分離独立する。

### 町名の変遷
住居表示による町名の変遷は以下の通りである。
| 実施後           | 実施年月日     | 実施前（特記なければ各町・字ともその一部） | 実施前（特記なければ各町・字ともその一部） |
| 町丁             | 実施年月日     | 大字                                       | 小字                                       |
| ---------------- | -------------- | ------------------------------------------ | ------------------------------------------ |
| 住吉町一丁目     | 1966年5月1日   | 石巻                                       | 字住吉町、字横町、字仲町                   |
| 住吉町二丁目     | 1966年5月1日   | 石巻                                       | 字元倉、字内谷地、字新内谷地、字住吉町     |
| 住吉町二丁目     | 1982年9月1日   | 石巻                                       | 字駅前、字内谷地                           |
| 旭町             | 1966年5月1日   | 石巻                                       | 字蛇田浦内、字旭町                         |
| 旭町             | 1982年9月1日   | 石巻                                       | 字旭町、字蛇田浦内、駅前、字内谷地         |
| 千石町           | 1966年5月1日   | 石巻                                       | 字横町、字新田町                           |
| 鋳銭場           | 1966年5月1日   | 石巻                                       | 字鋳銭場、字赤土山下                       |
| 穀町             | 1966年5月1日   | 石巻                                       | 字赤土山下、字立町、字北鰐山、字鋳銭場     |
| 立町一丁目       | 1966年5月1日   | 石巻                                       | 字立町、字鋳銭場、字北鰐山                 |
| 立町二丁目       | 1966年5月1日   | 石巻                                       | 字立町、字鋳銭場、字裏町                   |
| 羽黒町一丁目     | 1966年5月1日   | 石巻                                       | 字北鰐山、字八ツ沢、字立町                 |
| 羽黒町二丁目     | 1966年5月1日   | 石巻                                       | 字北鰐山                                   |
| 中央一丁目       | 1966年5月1日   | 石巻                                       | 字本町、字八ツ沢、字裏町                   |
| 中央二丁目       | 1966年5月1日   | 石巻                                       | 字仲町、字裏町、字本町                     |
| 中央三丁目       | 1966年5月1日   | 石巻                                       | 字仲町、字裏町、字横町、字新田町           |
| 泉町一丁目       | 1966年5月1日   | 石巻                                       | 字南鰐山、字八ツ沢                         |
| 泉町二丁目       | 1966年5月1日   | 石巻                                       | 字南鰐山、字八ツ沢                         |
| 泉町三丁目       | 1966年5月1日   | 石巻                                       | 字南鰐山                                   |
| 泉町四丁目       | 1966年5月1日   | 石巻                                       | 字南鰐山                                   |
| 中瀬             | 1966年5月1日   | 石巻                                       | 字中瀬                                     |
| 駅前北通り一丁目 | 1982年9月1日   | 石巻                                       | 字鋳銭場、字駅前                           |
| 駅前北通り二丁目 | 1982年9月1日   | 石巻                                       | 字蛇田浦外、字赤土山下、字駅前             |
| 駅前北通り三丁目 | 1982年9月1日   | 石巻                                       | 字駅前                                     |
| 駅前北通り四丁目 | 1982年9月1日   | 石巻                                       | 字駅前                                     |
| 元倉一丁目       | 1982年9月1日   | 石巻                                       | 字新内谷地、字元倉                         |
| 元倉二丁目       | 1982年9月1日   | 石巻                                       | 字新内谷地、字内谷地、字中里               |
| 東中里一丁目     | 1982年9月1日   | 石巻                                       | 字新東中里、字内谷地、字蛇田頭             |
| 東中里二丁目     | 1982年9月1日   | 石巻                                       | 字新東中里、字蛇田頭                       |
| 東中里三丁目     | 1982年9月1日   | 石巻                                       | 字新東中里、字中里、字蛇田頭               |
| 南中里一丁目     | 1982年9月1日   | 石巻                                       | 字新中里、字中里                           |
| 南中里二丁目     | 1982年9月1日   | 石巻                                       | 字新中里                                   |
| 門脇町一丁目     | 1966年5月1日   | 石巻                                       | 字本町                                     |
| 山下町一丁目     | 1967年4月1日   | 石巻                                       | 字赤土山下                                 |
| 山下町二丁目     | 1967年4月1日   | 石巻                                       | 字北鰐山、字明神山                         |
| 双葉町           | 1966年5月1日   | 石巻                                       | 字南鰐山                                   |
| 水明町           | 1975年12月14日 | 石巻                                       | 字袋谷地                                   |

## 地名の由来
石巻の地名の由来には諸説ある。

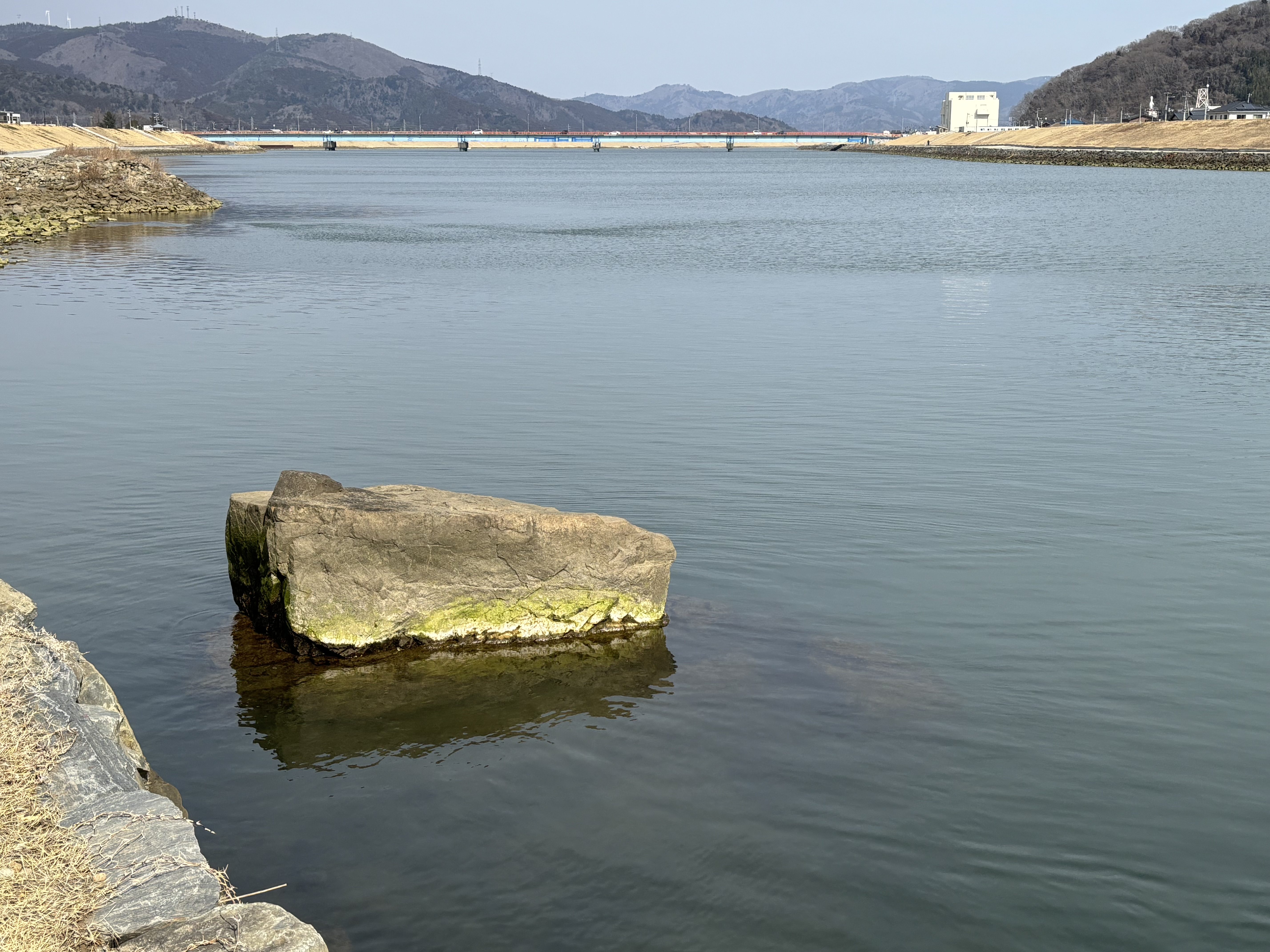
地名の由来の一つとされる巻石。

江戸時代後期の地理学者である村岡良弼が天保10年（1839年）に地理志科で提唱した説では日本書紀第十一巻仁徳天皇条にある伊寺水門（いしのみなと）が石巻の由来であるとしている。村岡良弼は地理志科で湊村がかつての伊寺水門にあたり、石巻は伊寺の牧つまり放牧地であったと解説している。なお、伊寺水門の由来について菊池勝之助は宮城県地名考で、かつて伊寺川と呼ばれていた迫川は石巻付近に至って海に注いでいたため、湊の地は伊寺川の河口、つまり伊寺水門と名付けられたと解説している。ただし、この説については一部で「石巻」の地名は戦国期まではさかのぼっても古代までさかのぼる地名とは考えられないとの見解もある。
封内名跡志には
とあり、住吉社のほとりにあった巨石（烏帽子石と呼ばれていた）で河水が渦を巻いて流れていたという故事が地名の由来であると記している。
このほかに牧山の古称である「石巻山」「石繞山（いしまきやま）」からとする説や、鮭鱒の収穫が多いところを意味する「イソ・マシュキニ」または岬の開けたところを意味する「エサン・マッケ」などのアイヌ語の転訛からとした説もある。
地名の由来に関して、大日本史では武甕槌が石船に乗って石巻の地に来た際に大碇を捲いて投げたということから、石巻と呼ばれるようになったという伝説が記載されている。

## 人口
2024年（令和6年）12月末時点の石巻市の住民基本台帳による石巻の人口及び、世帯数は以下の通りである。
| 大字 | 世帯数〔人〕 | 男性〔人〕 | 女性〔人〕 | 合計〔人口〕 |
| ---- | ------------ | ---------- | ---------- | ------------ |
| 石巻 | 0            | 0          | 0          | 0            |
| 合計 | 0            | 0          | 0          | 0            |